# 让·克卢埃
让·克卢埃（英語：Jean Clouet），（1485年—1541年），文艺复兴时期欧洲艺术家。他在勃艮第开始其绘画生涯，后来成为效力于皇帝弗朗西斯一世的宫廷画家。艺术家弗朗索瓦·克卢埃为其子。